# علم النفس التحقيقي

## مقدمة
يغطي مجال علم النفس التحقيقي جميع جوانب علم النفس التي لها صلة بإجراء التحقيقات الجنائية أو المدنية. يركز هذا المجال على الطرق التي يمكن من خلالها فحص وفهم الأنشطة الإجرامية من أجل تحقيق فعالية في كشف الجرائم وضمان ملاءمة الإجراءات القانونية. وبالتالي، يهتم علم النفس التحقيقي بتقديم المدخلات النفسية لمجموعة كاملة من القضايا المتعلقة بإدارة، وتحقيق، ومقاضاة الجرائم.

## التحقيق كعملية اتخاذ القرار
يمكن استخلاص مكوناته من النظر في تسلسل الأنشطة التي تشكيل عملية التحقيق. تبدأ هذه العملية من النقطة التي يُرتكب فيها الجريمة إلى جلب القضية إلى المحكمة. هذا يوضح أن المحققين وغيرهم من المشاركين في التحقيقات هم صناع قرارات. عليهم تحديد الخيارات للعمل بناءً على المعلومات التي يمكنهم الحصول عليها. على سبيل المثال، عندما يُرتكب سرقة، قد يسعون لمطابقة بصمات الأصابع الموجودة في مسرح الجريمة مع المشتبه بهم المعروفين. هذه عملية بسيطة نسبيًا لاستنتاج الجاني المحتمل من المعلومات المستمدة من بصمات الأصابع. يتبع ذلك عملية القبض على المشتبه به واستجوابه بناءً على هذا الاستنتاج.
ومع ذلك، في كثير من الحالات، لا تكون عملية التحقيق بهذه البساطة. قد لا يكون لدى المحققين معلومات واضحة، ولكنهم، على سبيل المثال، يشتبهون في أن أسلوب السرقة يشبه أحد الأشخاص الذين قبضوا عليهم في الماضي. أو في مثال أكثر تعقيدًا، مثل جريمة القتل، قد يستنتجون من الفوضى في مسرح الجريمة أن الجاني كان لصًا تم مقاطعته أثناء الفعل. ستقودهم هذه الاستنتاجات إما إلى البحث عن معلومات أخرى أو اختيار من بين مجموعة من الإجراءات الممكنة بما في ذلك القبض على المشتبه به المحتمل واتهامه.
لذا، فإن اتخاذ القرار التحقيقي يتضمن تحديد واختيار الخيارات، مثل المشتبه بهم المحتملين أو خطوط التحقيق المحتملة، التي ستؤدي في النهاية إلى تضييق نطاق عملية البحث. من أجل توليد الاحتمالات والاختيار من بينها، يجب على المحققين وغيرهم من الباحثين الاعتماد على بعض الفهم لأفعال الجاني أو الجناة المتورطين في الجريمة التي يحققون فيها. يجب أن يكون لديهم فكرة عن الأساليب النموذجية التي يتصرف بها الجناة لتمكينهم من فهم المعلومات التي تم الحصول عليها. طوال هذه العملية، يجب عليهم جمع الأدلة المناسبة لتحديد الجاني وإثبات قضيتهم في المحكمة.

## إدارة المعلومات
ينبثق عن ذلك أن هناك ثلاث عمليات دائمًا موجودة في أي تحقيق يمكن تحسينها بالدراسة النفسية. أولاً، جمع وتقييم المعلومات المستمدة من سرد الجريمة. قد تشمل هذه السرديات صورًا أو تسجيلات أخرى مستمدة من مسرح الجريمة. قد تكون هناك أيضًا سجلات لمعاملات أخرى مثل الفواتير المدفوعة أو المكالمات الهاتفية التي تم إجراؤها. بشكل متزايد، تتوفر أيضًا سجلات داخل أنظمة الكمبيوتر المستخدمة من قبل الشهود أو الضحايا أو المشتبه بهم. غالبًا ما يكون هناك شهود على الجريمة أو نتائج للجريمة يمكن فحصها. ستكون هناك نسخ من المقابلات أو تقارير من مختلف الخبراء. بالإضافة إلى ذلك، ستكون هناك معلومات في سجلات الشرطة وغيرها التي يمكن الاستفادة منها لتوفير مؤشرات للعمل. بمجرد استخراج المشتبه بهم، هناك معلومات إضافية محتملة عنهم، إما مباشرة من المقابلات معهم، أو بشكل غير مباشر من خلال تقارير من الآخرين. علاوة على ذلك، قد تكون هناك معلومات من خبراء مختلفين يجب فهمها وقد تؤدي إلى إجراءات. المهمة الرئيسية للتحقيقات الشرطية هي، بالتالي، جمع وتقييم واستخدام مجموعة متنوعة من مصادر المعلومات التي تقدم سردًا للجريمة. هذه مهمة يمكن أن تستفيد بشكل كبير من الدراسة العلمية لعمليات الذاكرة البشرية والدراسات النفسية الأخرى حول موثوقية وصحة التقارير وتقييمها.
مجموعة المهام الثانية هي اتخاذ القرارات والإجراءات ذات الصلة التي ستؤدي إلى اعتقال وإدانة الجاني. هناك دراسات قليلة للغاية عن القرارات التي يتم اتخاذها بالضبط أثناء التحقيق، أو كيفية اتخاذ تلك القرارات. ومع ذلك، من الواضح أن هناك نطاقًا محدودًا من الإجراءات المتاحة لضباط الشرطة، والتي تقيدها النظام القانوني الذي يعملون ضمنه. من العديد من الدراسات حول اتخاذ القرار البشري في سياقات أخرى، من الواضح أيضًا أن هناك احتمالًا لوجود العديد من الانحيازات الاستدلالية وغيرها من الكفاءات في عملية اتخاذ القرار. يمكن أن يؤدي الوعي بهذه الانحيازات إلى طرق فعالة للتغلب عليها.

## الاستنتاجات المناسبة
من أجل اشتقاق القرارات من المعلومات المتاحة، يجب استخلاص استنتاجات حول أهمية تلك المعلومات. لذلك، مجموعة المهام الثالثة تنبع من تطوير أساس لهذه الاستنتاجات التي تقع في قلب التحقيقات الشرطية. هذه الاستنتاجات تأتي من فهم سلوك الجريمة. لاستخلاص استنتاجات مناسبة من السرد المتاح للجريمة، من الضروري وجود، على الأقل ضمنيًا، نماذج لكيفية تصرف الجناة المختلفين. تسمح هذه النماذج بمعالجة سرد الجريمة من أجل توليد إمكانيات للعمل. عملية بناء النماذج واختبارها هي، في الواقع، تطوير علمي ونفسي للعملية غير الرسمية المستندة إلى القصص، والتي غالبًا ما يُشار إليها بالتصنيف الجنائي. هذه فقط جزء صغير من كيفية مساهمة علم النفس في التحقيقات، وبالتالي جانب محدود من علم النفس التحقيقي.
هناك العديد من الطرق التي يمكن من خلالها تطبيق المعرفة والمبادئ النفسية على التحقيقات الجنائية والمدنية. طريقة مثمرة للنظر في مساهمات علم النفس في التحقيقات الشرطية هي كيفية تقديم الإجابات لعشر فئات من الأسئلة العملية التي يواجهها الشرطة والمحققون الآخرون في سياق أنشطتهم:
. كيف يمكن تحسين نظم معلومات الشرطة وتأكيد صحة المعلومات التي تم جمعها؟
كيف يمكن تحسين التواصل مع الشهود والضحايا والمشتبه بهم، خاصة من خلال تطوير إجراءات الاستجواب؟
كيف يمكن اكتشاف الخداع؟
ما هي الجوانب التي تعتبر مؤشرات مهمة للجاني؟
ما هي عمليات البحث في سجلات الشرطة أو مصادر المعلومات الأخرى التي ينبغي القيام بها للمساعدة في تحديد الجاني؟
أين يمكن العثور على الجاني؟
ما هي الجرائم المرتبطة؟
أين ومتى سيرتكب الجاني جريمته التالية؟
كيف يمكن تحسين ودعم اتخاذ القرار التحقيقي؟
ما هو التفسير الممكن للجريمة والذي سيساعد في تنظيم القضية القانونية؟
يمكن أن يساهم علم النفس في هذه القضايا العملية على مستويين. بشكل أساسي، يمكن لعلماء النفس التحقيقيين تقديم المعرفة الموضوعية المستندة إلى الدراسات التجريبية التي يمكن أن توفر إجابات مباشرة لهذه الأسئلة. ثانيًا، يمكن أن يوفر علم النفس إطارًا لفهم العمليات التي يجب على الشرطة اتباعها في محاولتهم العثور على الإجابات.
يمكن تسهيل القدرة البشرية على تجميع وتنظيم المعلومات، بحيث يمكن اتخاذ القرارات بناءً عليها، بوسائل متنوعة. إحدى الطرق هي تقديم تصورات للمواد. يمكن للبشر غالبًا رؤية الأنماط بين العلاقات وداخل الأنشطة إذا تم تقديمها في ملخص بصري. تُعد الرسوم البيانية للأشكال الشائعة مثالاً شائعًا على ذلك، ولكن البرامج المتاحة تجاريًا يمكن أن ترسم شبكات الاتصالات والتسلسلات الأخرى من العلاقات أو الإجراءات.
تسهل القرارات أيضًا إذا أمكن وصف المعلومات الواسعة والمختلفة في شكل ملخص. يمكن توفير مستوى آخر من الدعم لقرارات الشرطة من خلال تحديد الخصائص البارزة للجرائم والجناة وإنتاج حسابات ملخصة لها. قد يكون هذا إنتاج خرائط تشير إلى المواقع التي توجد بها معدلات عالية من الجريمة، والتي يطلق عليها أحيانًا "النقاط الساخنة" للجريمة. في هذه الحالات، الخصائص البارزة هي ببساطة الأماكن التي وقعت فيها الجرائم والوصف يتكون من ملخص أو متوسط للجرائم على منطقة لتحديد أين يمكن أن يكون تركيزها الجغرافي. كل وصف يتطلب بعض الانتقاء، أو التقطير، أو التوسط للمعلومات، وعندما يتم ذلك بشكل صحيح يكون الوصف مفيدًا. ستكون البيانات المتعلقة بالانتشار النسبي أو نُدرة الأفعال في الجرائم التي يحققون فيها مفيدة بشكل خاص للشرطة. هذه المعلومات الأساسية ترشد المحقق نحو الخصائص الأكثر بروزًا للجريمة والتي ستكون ذات صلة أكبر بعملية اشتقاق الاستنتاجات حول هذا الجاني المحدد.